# مبدأ ترومان

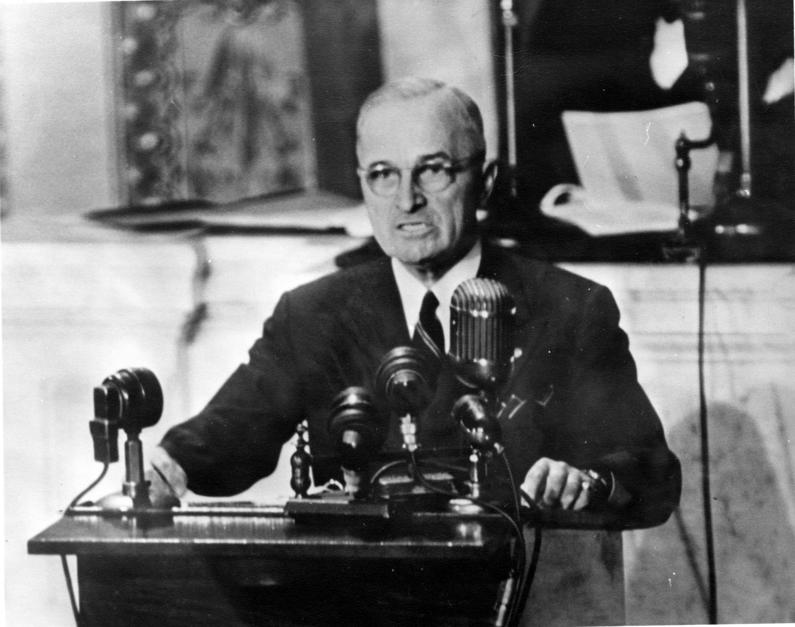
U.S. President هاري ترومان

مبدأ ترومان (بالإنجليزية: Truman Doctrine)‏ هو سياسة خارجية أمريكية نشأت بهدف رئيسي يسعى إلى احتواء التوسع الجيوسياسي السوفييتي خلال الحرب الباردة. أُعلن المبدأ أمام الكونغرس من قبل الرئيس هاري إس. ترومان في 12 مارس 1947،وايضا هو مبادرة تتمثل في تقديم مساعدات مالية قدرت ب 400 مليون دولار لكل من تركيا و اليونان الوقوف في وجه المد الشيوعي  وتطور بشكل أكبر في 4 يوليو من عام 1948 حين تعهد باحتواء الانتفاضات الشيوعية في اليونان وتركيا. لم تتدخل القوة العسكرية الأمريكية المباشرة أغلب الأحيان، إلا أن الكونغرس خصص مساعدات مالية لدعم اقتصادات وجيوش اليونان وتركيا. وبشكل عام، تضمن مبدأ ترومان الدعم الأمريكي للدول الأخرى التي يعتقد أنها تحت تهديد الشيوعية السوفييتية. بات مبدأ ترومان أساس السياسة الخارجية الأمريكية وأدى في عام 1949 إلى تشكيل حلف شمال الأطلسي، وهو تحالف عسكري ما يزال قائمًا. غالبًا ما يستخدم المؤرخون خطاب ترومان كتاريخ بداية الحرب الباردة.
قال ترومان للكونغرس إنه «يجب أن تتمثل سياسة الولايات المتحدة في دعم الشعوب الحرة التي تقاوم محاولات الإخضاع التي تقوم بها أقليات مسلحة أو ضغوط خارجية».
أكد ترومان أنه نظرًا إلى أن الأنظمة الشمولية كانت تقمع الشعوب الحرة، فإنها تمثل تلقائيًا تهديدًا للسلام الدولي والأمن القومي للولايات المتحدة. قدم ترومان هذه الذريعة في خضم الحرب الأهلية اليونانية (1946-1949). وحاجج أنه إذا لم تتلق اليونان وتركيا المساعدة، فسوف تسقطان حتمًا في قبضة الشيوعية مع عواقب وخيمة في جميع أنحاء المنطقة. ونظرًا إلى كون تركيا واليونان خصمين تاريخيين، فقد كان من الضروري تقديم المساعدة لكلتا الدولتين على حد سواء على الرغم من أن الأزمة في اليونان كانت أكثر حدة بكثير.
لاحظ منتقدو تلك السياسة أن حكومتي اليونان وتركيا كانتا بعيدتان كل البعد عن الديمقراطية في تلك الآونة، ولم تكن أي منهما تواجه تخريبًا سوفييتيًا في ربيع عام 1949. كتب المؤرخ إيريك فونر أن المبدأ «شكل سابقة للمساعدة الأمريكية للأنظمة المعادية للشيوعية في جميع أنحاء العالم، مهما كانت غير ديمقراطية، ولإقامة مجموعة من التحالفات العسكرية العالمية الموجهة ضد الاتحاد السوفييتي».
قدمت المملكة المتحدة لسنوات الدعم لليونان، إلا أنها باتت في تلك الفترة على وشك الإفلاس واضطرت إلى تخفيض مشاركتها بشكل جذري. في فبراير من عام 1947، طلبت بريطانيا رسميًا أن تتولى الولايات المتحدة دورها في دعم الحكومة اليونانية الملكية. حازت السياسة على تأييد الكونغرس وتضمنت إرسال 400 مليون دولار من الأموال الأمريكية ولكن دون إرسال قوات عسكرية إلى الإقليم. كان الهدف إنهاء التمرد اليوناني، وفي عام 1952، انضمت كل من اليونان وتركيا إلى حلف شمال الأطلسي، وهو تحالف عسكري، بهدف ضمان استقرارها.
وُسع مبدأ ترومان بشكل غير رسمي ليصبح أساس سياسة الحرب الباردة الأمريكية في جميع أنحاء أوروبا والعالم. وقد حول المبدأ السياسة الخارجية الأمريكية تجاه الاتحاد السوفييتي من تحالف مناهض للفاشية إلى سياسة احتواء التوسع السوفييتي كما دعا إليها الدبلوماسي جورج كينان. وقد جرى التمييز بين المبدأ وبين سياسة تغيير الأنظمة من خلال التسامح ضمنيًا مع عمليات الاستيلاء السوفييتية السابقة في أوروبا الشرقية.

## أزمة المضائق التركية
مع نهاية الحرب العالمية الثانية، تعرضت تركيا لضغوطات من قبل الحكومة السوفييتية للسماح للشحن الروسي بالتدفق بحرية عبر المضيق التركي الذي يربط البحر الأسود بالبحر الأبيض المتوسط. ونظرًا إلى أن الحكومة التركية لم تكن لتخضع لمطالب الاتحاد السوفييتي، فقد نشأت توترات في المنطقة أفضت إلى استعراض للقوة البحرية على جانب المضيق. ومنذ انتهاء المساعدة البريطانية لتركيا في عام 1947، أرسلت الولايات المتحدة مساعدات عسكرية بهدف ضمان احتفاظ تركيا بالسيطرة الرئيسية على الممر. تلقت تركيا مساعدات عسكرية واقتصادية تبلغ قيمتها400 مليون دولار وأرسلت البحرية الأمريكية حاملة الطائرات من الدرجة المتوسطة يو إس إس فرانكلين د. روزفلت (سي في-42). بدأت فترة ما بعد الحرب انطلاقًا من عام 1946 ب«فترة متعددة الأحزاب» وحكومة الحزب الديمقراطي التي ترأسها عدنان مندريس.

## الأزمة اليونانية
بعد مرور سبعة أسابيع على تخلي قوى المحور عن اليونان في أكتوبر من عام 1944، قدم البريطانيون المساعدة في استعادة أثينا من جبهة التحرير الوطنية المنتصرة التي كانت فعليًا تحت سيطرة الحزب الشيوعي اليوناني. وبدأ ذلك في 3 من شهر ديسمبر بعمليات قتل جماعي لمؤيدي جبهة التحرير الوطنية غير المسلحين إلى حد بعيد والذين عُرفوا بدكمفريانا. حاول اليسار الانتقام، إلا أن الحكومة المدعومة من بريطانيا تفوقت عليه من ناحية العتاد وواجهته بالإرهاب الأبيض. ومع اندلاع الحرب الأهلية (1946-1949) ثارت قوات حرب العصابات التي كنت تحت سيطرة الحزب الشيوعي اليوناني ضد الحكومة اليونانية المعترف بها دوليًا والتي تشكلت بعد انتخابات عام 1946 التي قاطعها الحزب الشيوعي اليوناني. أدرك البريطانيون أن الحزب الشيوعي اليوناني كان ممولًا بشكل مباشر من قبل جوزيف بروز تيتو في يوغسلافيا المجاورة. وتماشيًا مع «اتفاقية النسب المئوية» التي وقعها تشرشل وستالين، لم يتلق الشيوعيون اليونانيون أي مساعدة من الاتحاد السوفييتي، وقدمت يوغسلافيا لهم الدعم والملاذ الآمن ضد رغبات ستالين. بحلول أواخر عام 1946، أبلغت بريطانيا الولايات المتحدة أنه لم يعد بإمكانها الاستمرار في تقديم الدعم العسكري والاقتصادي لليونان الملكية نظرًا إلى اقتصادها الضعيف.
وفي عام 1946-1947، تحولت الولايات المتحدة والاتحاد السوفييتي من كونهما حليفتين في زمن الحرب إلى خصمي الحرب الباردة. قدم انهيار تعاون الحلفاء في ألمانيا لمبدأ ترومان خلفية من التوترات المتصاعدة. وبالنسبة لترومان، بدأت الاضطرابات المتزايدة في اليونان تبدو وكأنها تكتيك كماشة ضد المناطق الغنية بالنفط في الشرق الأوسط وموانئ المياه الدافئة في البحر الأبيض المتوسط.
وفي شهر فبراير من عام 1946، أرسل كينان، وهو دبلوماسي أمريكي في موسكو، «برقيته الطويلة» الشهيرة التي توقعت أن السوفييت لن يستجيبوا إلا للقوة وأن أفضل طريقة للتعامل معهم ستكون من خلال إستراتيجية احتواء طويلة المدى، أي وقف توسعهم الجغرافي. وبعد أن وجه البريطانيون تحذيرًا بأنه لم يعد بإمكانهم مساعدة اليونان، وفي أعقاب زيارة رئيس الوزراء كونستانتينوس تسالداريس لواشنطن في شهر ديسمبر من عام 1946 لطلب المساعدة الأمريكية، صاغت وزارة الخارجية الأمريكية خطة تمنح بموجبها المساعدة إلى كل من اليونان وتركيا للمساعدة في تهدئة المنافسة طويلة الأمد بينهما.
أدرك صانعو السياسة الأمريكيون عدم الاستقرار في المنطقة، وكانوا يخشون من أنه إذا خسروا اليونان لمصلحة الشيوعية، فإنه لن يمر وقت طويل قبل خسارة تركيا لمصلحتها أيضًا. وبالمثل، إذا استسلمت تركيا للمطالب السوفييتية، فإن موقع اليونان سيكون معرضًا للخطر. وهكذا فإن تهديد تأثير الدومينو الإقليمي هو الذي وجّه القرار الأمريكي. كانت تركيا واليونان حليفين استراتيجيين مهمين لأسباب جغرافية أيضًا، إذ إنه كان من شأن سقوط اليونان أن يضع السوفييت على خاصرة خطير بشكل خاص من الأتراك، وسيعزز قدرة الاتحاد السوفييتي على قطع خطوط إمداد الحلفاء في حالة الحرب.

## خطاب ترومان
احتاج ترومان إلى دعم الجمهوريين لتمرير أي تشريع، إذ كانوا يسيطرون على مجلسي الكونغرس. أيد المتحدث الجمهوري الرئيسي السيناتور آرثر فاندنبرغ ترومان بشدة وتغلب على شكوك انعزاليين كالسيناتور روبرت إيه. تافت. مهد ترومان الطريق أمام طلبه من خلال لقائه بقادة الكونغرس الرئيسيين، وزير الخارجية جورج مارشال وأمين عام وزارة الخارجية دين أتشيسون.